# 尾形太陽
尾形 太陽（おがた たいよう、1989年7月25日 - ）は、日本の実業家。
スポーツ×ITスタートアップの株式会社ookamiを2014年に創業。同社CEOとして、試合速報アプリ「Player! APP」（2015年）やチーム運営支援アプリ「Player! WHITE」（2022年）を展開。「スポーツでひとつの笑顔を世界に」を理念とする。

## 経歴
東京都出身。2008年に東京都立小石川中等教育学校を卒業。学生時代にはサッカークラブブリオベッカ浦安・市川（旧：浦安JSC）に所属し、2010年に退団。
その後、早稲田大学法学部を卒業。2013年にソフトバンクグループ株式会社に入社し、10ヶ月で退社。  
2014年4月、為末大や梅田優祐らの支援を受けて株式会社ookamiを創業。
創業当初から、当時慶應義塾大学理工学部の学生であった中村文哉（現CTO）とともに経営を進め、2025年現在は、スポーツビジネスの第一人者でありドーム（アンダーアーマー日本総代理店）創業者の安田秀一や今手義明らと協働している。
2015年にアプリ「Player! APP」を公開し、Appleが選ぶApp Store Best of 2015を受賞。  
翌2016年にはグッドデザイン賞を受賞し、デザインと機能性の両面で高い評価を受けた。
2018年には日経と慶應SDMが共催した「SPORTS X Conference 2018」に登壇。
2019年にはForbes JAPAN SPORTS BUSINESS AWARDを受賞するとともに、Forbes Asia「30 Under 30」でアジアを代表する30人に選出された。  
また2019年には、ソフトバンクアカデミアのメンバーとしても紹介されている。
2021年および2022年にはスポーツ庁主催「INNOVATION LEAGUE コンテスト」で連続受賞。  
2022年には、TBS系番組「がっちりマンデー!!」で「Player! WHITE」が紹介された。

## 事業内容
株式会社ookamiでは、マイナースポーツも含めた試合情報をアプリで可視化する「Player! APP」と、チーム運営を支援する「Player! WHITE」を提供している。これらのサービスは全国の2000以上のスポーツチーム・学校に導入されており、スポーツの地域振興・収益化にも寄与している。
また、「Player! APP」では、スタンプによる感情表現付きの応援機能を特許技術として登録し、リアルタイム応援のUXを進化させている。

## メディア掲載・評価
- ソフトバンクアカデミアの出身であり、若手起業家として複数メディアで特集されている[11]。
- ソフトバンクアカデミア生として紹介[12]
- パーソルグループなどの採用・キャリア支援サイトでも「スポーツを仕事にした起業家」として紹介されている[13]。
- パーソルグループ「SPORT LIGHT Academy」で講演[14]
- 「Digital is Green(NTT株式会社)」アドバイザーとして取り上げられる[15]
- TBS系『がっちりマンデー!!』にてPlayer! WHITEが紹介される[16]
- 徳島県庁HPにおいてデジタルスポーツ振興の専門家として紹介[17]